# Peter Ludwig Hertel
Peter Ludwig Hertel (Berlín, 21 d'abril de 1817 - 13 de juny de 1899) fou un compositor alemany especialitzat en la música de ball. Fou compositor de la cort i director de ball de l'Òpera Reial de Berlín. Va compondre gran nombre de balls, molt populars a Alemanya, entre els quals cal mencionar: Thea ou la fée y Flok (1847), Satanella (1852), Flick und Flock (1865), Sardanapal (1865), Ellionor, Fantaska, i Die Jahreszeiten (1889).